# Coatixtalab
Coatixtalab är en ort i Mexiko.   Den ligger i kommunen Tampamolón Corona och delstaten San Luis Potosí, i den centrala delen av landet, 240 km norr om huvudstaden Mexico City. Coatixtalab ligger 190 meter över havet och antalet invånare är 258.
Terrängen runt Coatixtalab är platt österut, men västerut är den kuperad. Runt Coatixtalab är det ganska tätbefolkat, med 58 invånare per kvadratkilometer. Närmaste större samhälle är Tanquián de Escobedo, 17,6 km öster om Coatixtalab. Omgivningarna runt Coatixtalab är en mosaik av jordbruksmark och naturlig växtlighet.